# Jose Marzan, Jr.
Jose Marzan, Jr. (né le 4 septembre 1966) est un dessinateur de bande dessinée américain travaillant principalement comme encreur. Il a notamment encré Flash de 1990 à 1999 et Y, le dernier homme de 2002 à 2008.

## Biographie
Il a commencé à travailler comme dessinateur professionnel de bandes dessinées à la fin des années 1980. Il travaille principalement comme encreur, retravaillant et affinant les dessins au crayon d'autres artistes.
Parmi les nombreuses séries de BD bien connues sur lesquelles il a travaillé au cours de sa carrière d'encreur, on peut citer Action Comics, Final Night et Nightwing pour DC Comics, et Marvel Comics Presents pour Marvel Comics. Son travail le plus populaire est celui qu'il a réalisé sur la série The Flash, pour laquelle il a travaillé de 1990 à 1999 pendant plus de neuf ans, du n° 38 au n° 151.

## Prix et récompenses
- 2008 : Prix Eisner de la meilleure série (avec Pia Guerra et Brian K. Vaughan) et de la meilleure équipe dessinateur/encreur (avec Pia Guerra) pour Y, le dernier homme[1],[2].